# Дюмін Яків Володимирович
Дюмін Яків Володимирович (20 березня 1870 року у Миколаєві — 20 січня 1938 р.) — співак (бас), диригент, педагог, музично-громадський діяч, фундатор професійної музичної освіти у Херсоні.

## Біографічні відомості
Базову освіту отримав у Миколаївському реальному училищі. У 1899 р. закінчив Петербурзьку консерваторію як «вільний художник» (клас вокалу С. Габеля, А. Котоньї).
Під час навчання співав у Маріїнській опері (дублер Ф. Шаляпіна), але за станом здоров'я (за деякими джерелами) залишив сцену і повернувся до Миколаєва, де був викладачем (співу, лекцій з історії музики), інспектором та керівником хору в Музичному училищі (1900—1904).
У 1906 році Яків Дюмін одружився з Єфросинією Миколаївною Спозіто, викладачем гри на фортепіано. 1907 р. у них народився син Валерій, який теж мав музикальне обдарування і навчався у Херсонському музичному училищі (клас духових інструментів). Але трудове життя склалося так, що він працював у морській інженерній службі Чорноморського військово-морського флоту в Одесі.

## Херсонський період діяльності
На початку ХХ ст. Я. В. Дюмін переїхав до Херсона, де в 1905 р. став ініціатором відкриття відділення Імператорського Російського Музичного Товариства і музичних класів (фортепіанне, вокальне та оркестрове відділення).
Згодом при музичних класах були створені хор та симфонічний оркестр під його керівництвом.
Завдяки енергійній діяльності Дюміна музичні класи успішно функціонували, нараховуючи спочатку 9 викладачів і 136 учнів. А з 1 вересня 1908 року їх було реорганізовано в музичне училище із загальнонавчальними класами.
Як талановитий педагог Дюмін сприяв поширенню хорового співу серед сільського населення. Влітку 1908 р. тут відкриваються постійні літні хорові, а через три роки (1911) і літні капельмейстерські курси переважно для народних сільських учителів.
Як диригент симфонічного оркестру Яків Дюмін започаткував і проведення загальнодоступних концертів для херсонців.
У березні 1919 р. Яків Володимирович Дюмін одноголосно обирається головою президіуму ради училища. За період його керування навчальним закладом воно випустило значну кількість добре підготовлених працівників музичного мистецтва.
З жовтня 1922 р. Я.Дюмін був лектором теоретичних предметів та керівником студентського хору в Херсонському інституті народної освіти.
Широка освітня та концертна діяльність, ініційована Я. В. Дюміним, не тільки привернула увагу широкої громадськості міста до піднесеної музичної культури, а й сприяла залученню багатьох ентузіастів, бажаючих вчитися музиці.
Мешканці Херсона мали змогу слухати якісну класичну музику під час регулярних концертів, які проводило місцеве відділення Імператорського Російського Музичного Товариства. До міста на гастролі запрошувалися відомі композитори, артисти. Музично-культурне життя Херсона вийшло на високий рівень, стало насиченим та різноманітним.
З нагоди відзначення 30-річного ювілею музичного училища Я. В. Дюмін разом з вихованцями здійснив постановку опери П.Чайковського «Євгеній Онєгін» та виконував одну з головних її партій. Ця подія в Херсоні мала величезний успіх серед шанувальників музичного мистецтва, «…море квітів ледь умістилося на двох кінних підводах» (за епістолярними спогадами Валерія Дюміна).
Яків Володимирович прагнув, щоб музична освіта була доступною і обдарованим представникам із простого народу, він особисто виїжджав у міста і села Херсонської губернії для виявлення здібної молоді.
Підтримував стипендіями найбідніших учнів, нерідко за власні кошти.
За видатні успіхи у справі запровадження та розвитку ефективної музичної освіти Я. В. Дюміна було нагороджено імператором Російської імперії орденами Володимира та Анни; за радянського часу (у 1925 р.) також порушувалося клопотання про представлення його до звання «Герой праці».
25 серпня 1937 р. Я. В. Дюмін був заарештований за фальсифікованим звинуваченням у контрреволюційній діяльності. За рішенням вироку НКВС від 26 листопада 1937 р. 20 січня 1938 р. його розстріляли.
Указом Президії Верховної Ради Української РСР від 16 січня 1989 року Якова Володимировича Дюміна реабілітовано.
Його вагомий внесок у музичну і громадсько-культурологічну діяльність як талановитого педагога й організатора, засновника професійної музичної освіти залишився не тільки в історії Херсона, але й знаковий для сучасного Херсонського музичного училища..
Понад 25 років Я. В. Дюмін очолював Херсонське музичне училище, заклавши міцне підґрунтя для його подальшого професійного мистецького розвитку.
Любов до високої музики, вишукані естетичні смаки були прищеплені херсонцям плідними досягненнями Я. В. Дюміна.